# 앨레나 마일스
앨레나 마일스(영어: Alannah Myles (née Byles), 1958년 12월 25일 ~ )는 캐나다의 싱어송라이터이다. 그녀는 "Black Velvet"이라는 곡으로 그래미 어워드와 주노상을 모두 수상한 바 있다. 이 곡은 캐나다에서 톱 10에 들었고, 1990년 미국 빌보드 핫 100에서도 1위를 차지했다.

## 음반
- Alannah Myles (1989)
- Rockinghorse (1992)
- A-lan-nah (1995)
- Arival (1997)
- Black Velvet (2008)
- 85 BPM (2014)